# ? (album XXXTentaciona)
? – drugi album studyjny amerykańskiego rapera i piosenkarza XXXTentaciona i jego ostatni album wydany przed jego śmiercią. Został wydany 16 marca 2018 roku przez Bad Vibes Forever, Caroline Distribution i Capitol Music Group. Jest następcą jego debiutanckiego albumu studyjnego 17 (2017). W singlach należących do albumu występują raperzy PnB Rock, Travis Barker, Joey Badass, Matt Ox, Rio Santana, Judah i Carlos Andrez.
„?” otrzymał pozytywne recenzje krytyków i zadebiutował na pierwszym miejscu listy Billboard 200. Od tego czasu album otrzymał poczwórną platynową płytę od Recording Industry Association of America (RIAA).

## Sukces komercyjny
„?” zadebiutował jako numer jeden na liście Billboard 200 w Stanach Zjednoczonych. Był to jedyny album numer jeden XXXTentaciona za jego życia. Album otrzymał platynę od Recording Industry Association of America (RIAA) w dniu 7 sierpnia 2018 roku. Później uzyskał certyfikat poczwórnej platyny w 2022 roku.
„?” osiągnął również numer jeden w Kanadzie, Czechach, Danii, Nowej Zelandii, Norwegii i Szwecji. Po śmierci XXXTentaciona album osiągnął nowy szczyt numer jeden w Holandii. Oprócz Stanów Zjednoczonych album pokrył się platyną w Kanadzie, Francji, Włoszech, Szwecji i poczwórną platyną w Danii.

## Lista utworów
Opracowano na podstawie materiału źródłowego.
1. „Introduction (instructions)”
2. „Alone, Part 3”
3. „Moonlight”
4. „Sad!”
5. „The Remedy for a Broken Heart (Why Am I so in Love)”
6. „Floor 555”
7. „Numb”
8. „Infinity (800)”
9. „Going Down!”
10. „Pain = Best Friend”
11. „Love Yourself”
12. „Smash!”
13. „I Don’t Even Speak Spanish LOL”
14. „Changes”
15. „Hope”
16. „Schizophrenia”
17. „Before I Close My Eyes”

## Certyfikaty
| Kraj                     | Certyfikat         |
| ------------------------ | ------------------ |
| Australia (ARIA)         | platynowa płyta    |
| Belgia                   | złota płyta        |
| Kanada (Music Canada)    | platynowa płyta    |
| Dania                    | 4x platynowa płyta |
| Francja (SNEP)           | 2x platynowa płyta |
| Włochy (FIMI)            | 2x platynowa płyta |
| Holandia (NVPI)          | platynowa płyta    |
| Nowa Zelandia            | 2x platynowa płyta |
| Norwegia                 | 2x platynowa płyta |
| Polska (ZPAV)            | 3x platynowa płyta |
| Singapur                 | złota płyta        |
| Szwecja                  | platynowa płyta    |
| Wielka Brytania (BPI)    | platynowa płyta    |
| Stany Zjednoczone (RIAA) | 4x platynowa płyta |